# Eva Taylor
Eva Taylor, (Saint Louis, 1895. január 22. – Mineola, 1977. október 31.) amerikai blues- és dzsesszénekesnő, színpadi színésznő. 1922-ben készítette első felvételeit az afroamerikai Black Swan kiadónál készítette „The Dixie Nightingale” címmel.

## Pályafutása
Taylor Irene Joy Gibbons néven született St. Louisban, Missouri államban, szülei tizenkét gyermeke egyikeként. Hároméves korától kezdve színpadon volt. Tinédzserkora előtt bejárta Új-Zélandot, Ausztráliát és Európát. Sokat turnézott Josephine Gassmannal és a Her Pickaninnies Vaudeville-együttessel.
1920-ban New Yorkban telepedett le. Ott Harlem éjszakai szórakozóhelyekein lett színpadi szereplő. Hamarosan hozzáment Clarence Williams producerhez, zongoristához − aki az Okeh Records alkalmazottja volt. Az ifjú házaspár a rádiókban és lemezfelvételeiken együtt dolgozott. Az 1930-as évekig készítettek felvételeket. Örökségük magában foglalja a Blue Five együttesként az 1920-as évek közepén készített számokat, amelyekben olyan klarinétos és szaxofonos, mint Sidney Bechet, a kornettes Louis Armstrong, valamint olyan énekesek is szerepeltek, mint Sippie Wallace és Bessie Smith.
1922-ben készült Taylor első lemeze az afroamerikai tulajdonban lévő Black Swan Recordsnál, a „The Dixie Nightingale”. Az 1920-as és 1930-as években tucatnyi blues, dzsessz és popdallamot vett fel az Okeh és a Columbia kiadóknál.
Az Eva Taylor színpadi néven szerepelt, de lemezein születési nevén (Irene Gibbons and the Jazz Band) dolgozott.
Taylor tagja volt a Charleston Chasersnek, amely név néhány sztár-stúdióegyüttesnek dolgozott, akik 1925 és 1930 között készítettek felvételeket. 1927-ben fellépett a Broadwayen a „Bottomland”  című musicalben − amelyet férje írt és rendezett − és amely huszonegy előadást tartott. 1929-ben saját rádióműsora volt az NBC „Cavalcade” című műsorában.  Ezután hosszú éveken át a New York-i WOR rádióállomáson dolgozott; 1932-ben Paul Whiteman rádióműsorában vendégszerepelt.
Az 1940-es években abbahagyta a fellépéseket. Az 1960-as évek közepén, férje halála után tért vissza és Európában szerepelt. Utoljára 1976-ban Svédországban turnézott, ahol ismert helyi zenészekkel együtt lépett fel, és főként a Clarence Williams Blue Five-val karrierje kezdete híres dalait énekelte. Fellépéséről felvétel is készült (Kenneth Records, Opus3 Records). 1977-ben hunyt el rákban. Férje, Clarence Williams mellé temették el.
Fiuk, Clarence Williams Jr. (1923–1976) a színész, Clarence Williams III apja volt. Lányuk, Joy Williams (1931–1970) énekesnő és színésznő volt. Irene Williams néven lépett fel.

## Albumok
- 1996: Not Just the Blues
- 1996: Complete Recorded Works, Vol. 1 (1922–1923)
- 1996: Complete Recorded Works, Vol. 2 (1923–1927)
- 1996: Complete Recorded Works, Vol. 3 (1928–1932)
- 1997: Edison Laterals 4

## Fordítás
- Ez a szócikk részben vagy egészben  az   Eva Taylor című angol Wikipédia-szócikk ezen változatának fordításán alapul.  Az eredeti cikk szerkesztőit annak laptörténete sorolja fel. Ez a jelzés csupán a megfogalmazás eredetét és a szerzői jogokat jelzi, nem szolgál a cikkben szereplő információk forrásmegjelöléseként.